# Kriegers flak

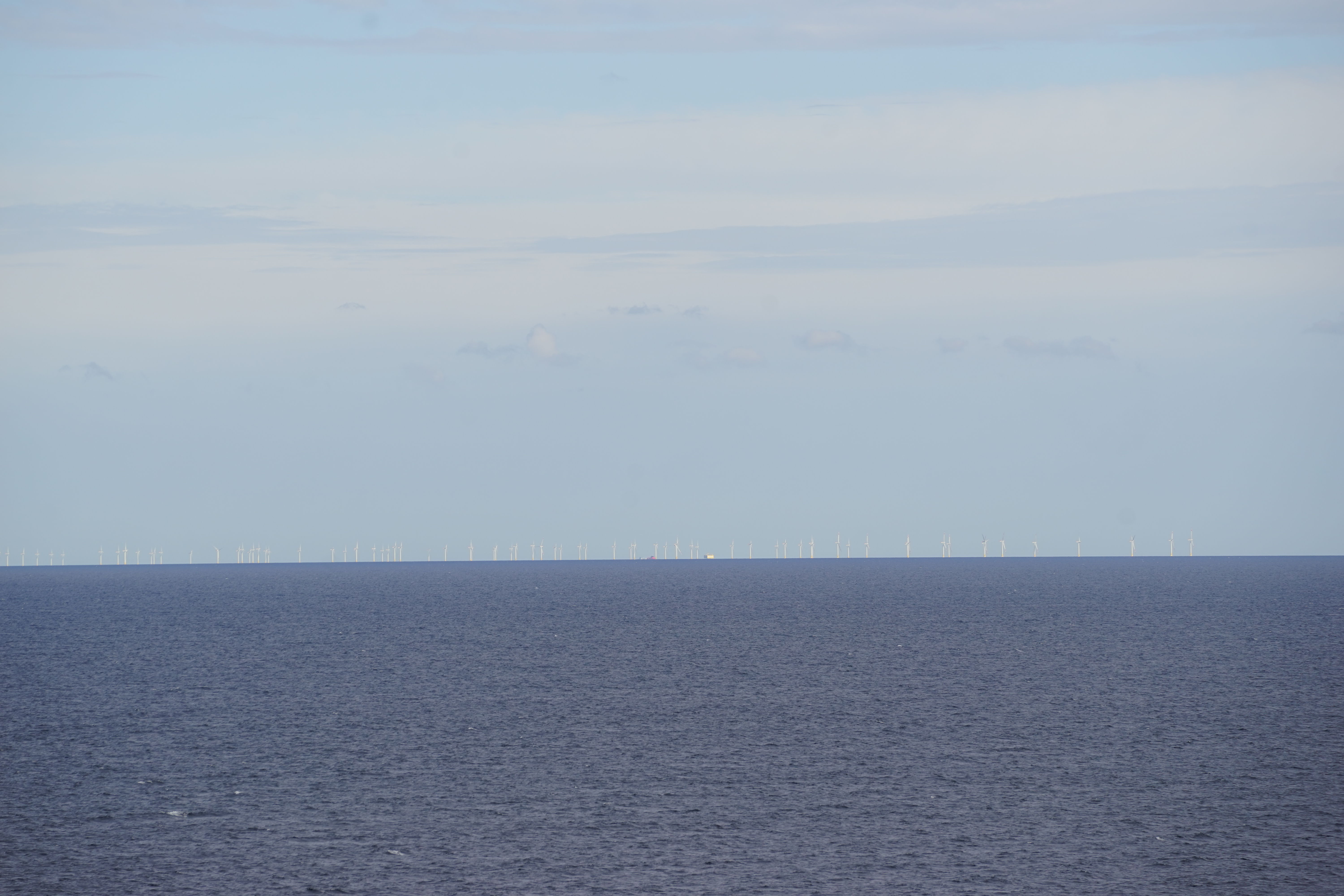
Vindkraftsparken Baltic 2 på Kriegers flak.

Kriegers flak är ett vidsträckt grunt område i södra Östersjön, beläget mellan Sverige, Danmark och Tyskland cirka 30 kilometer söder om Trelleborg.
Kriegers flak ligger utanför ländernas territorialvattengränser, men i de ekonomiska zonerna tillhörande Danmark, Sverige och Tyskland. Huvuddelen av området finns inom den danska ekonomiska zonen. Avstånden till närmaste landområden är:
- till Sverige - ca 30 km
- till Danmark, ön Møn - ca 34 km
- till Tyskland, ön Rügen - ca 40 km

8 mars 2004 lämnades en ansökan in till den tyska myndigheten Bundesamt für Seeschifffahrt und Hydrographie (en) från företaget Offshore Ostsee Wind AG om tillstånd att i den tyska zonen få anlägga 80 vindkraftverk med en sammanlagd effekt på 385 MW. Vindkraftsparken, som fått namnet Baltic 2, togs i drift i september 2015.
Sveriges regering lämnade den 29 juni 2006 tillstånd till Vattenfall AB att uppföra och driva Kriegers flaks vindkraftspark med 128 vindkraftverk och en beräknad årsproduktion på cirka 2,1 terawattimmar. Vattenfall AB har därefter arbetat vidare med att detaljundersöka förutsättningarna för ekonomisk bärkraft i projektet.
Anläggningen kommer efter det eventuella genomförandet att bli en av de största vindkraftsparkerna i världen (uppgift 2017).
Sveriges regering gav i februari 2023 klartecken till elkablar på havsbottnen till den planerade vindkraftsparken i svensk ekonomisk zon på Kriegers flak.
Den danska anläggningen Kriegers Flak havmøllepark invigdes 6 september 2021 med 72 vindkraftverk (total effekt 600 MW).